# Michael Bay
Michael Benjamin Bay (født 17. februar 1965) er en amerikansk filminstruktør, skuespiller og producer. Bay er bedst kendt for at lave dyre actionfilm med rigelige mængder af eksplosioner, såsom Transformers, Armageddon, The Rock, Pearl Harbor, Bad Boys, Bad Boys II og Transformers: Revenge of the Fallen.

## Udvalgt filmografi

### Instruktør

#### Spillefilm
- Bad Boys (1995)
- The Rock (1996)
- Armageddon (1998)
- Pearl Harbor (2001)
- Bad Boys II (2003)
- The Island (2005)
- Transformers (2007)
- Transformers: Revenge of the Fallen (2009)
- Transformers: Dark of the Moon (2011)
- Transformers: Age of Extinction (2014)
- Teenage Mutant Ninja Turtles (2014)

#### Musikvideoer
- «Jack Sparrow», TheLonelyIsland (2011)
- «There You'll Be», Faith Hill (2001)
- «Falling in Love (Is Hard on the Knees)», Aerosmith (1997)
- «Objects in the Rear View Mirror May Appear Closer Than They Are», Meat Loaf (1994)
- «Rock 'n' Roll Dreams Come True», Meat Loaf (1994)
- «I'd Do Anything for Love (but I Won't Do That)», Meat Loaf (1993)
- «You Won't See Me Cry», Wilson Phillips (1992)
- «Do It to Me», Lionel Richie (1992)
- «Love Thing», Tina Turner (1992)
- «I Touch Myself», Divinyls (1991)

### Producent
- The Texas Chainsaw Massacre (2003)
- The Amityville Horror (2005)
- The Texas Chainsaw Massacre: The Beginning (2006)
- The Hitcher (2007)
- Horsemen (2009)
- The Unborn (2009)
- Fredag den 13. (2009)
- A Nightmare On Elm Street (2010)
- I Am Number Four (2011)